# Хикесваген
Хикесваген (њем. Hückeswagen) град је у њемачкој савезној држави Северна Рајна-Вестфалија. Једно је од 13 општинских средишта округа Обербергиш. Према процјени из 2010. у граду је живјело 16.041 становника. Посједује регионалну шифру (AGS) 5374016, NUTS (DEA2A) и LOCODE (DE HWG) код.

## Географски и демографски подаци
Хикесваген се налази у савезној држави Северна Рајна-Вестфалија у округу Обербергиш. Град се налази на надморској висини од 308 метара. Површина општине износи 50,4 km². У самом граду је, према процјени из 2010. године, живјело 16.041 становника. Просјечна густина становништва износи 318 становника/km².

## Међународна сарадња
| Мјесто | Држава    | Врста сарадње | Од    |
| ------ | --------- | ------------- | ----- |
|        | Француска | партнерство   | 1972. |
| Извор  |           |               |       |